# Solange Lamblin
Solange Lamblin (8 de março de 1900 - 8 de dezembro de 1984) foi uma política francesa. Ela foi eleita para a Assembleia Nacional em 1945 como uma do primeiro grupo de mulheres francesas no parlamento. Embora ela tenha perdido o seu assento nas eleições de junho de 1946, ela o recuperou nas eleições de novembro de 1946, servindo até 1951.

## Biografia
Lamblin nasceu em Marcq-en-Barœul em 1900; o seu pai era alfaiate e a sua mãe mercearia. Ela frequentou a escola secundária em Tourcoing, antes de estudar inglês na Universidade de Lille. Posteriormente, ela trabalhou como professora no ensino médio e na universidade.
Na década de 1930, ela ingressou na seção feminina do Partido Democrático Popular e, mais tarde, tornou-se membro do Movimento Republicano Popular (MPR). Ela foi uma candidata do MPR no departamento de Seine nas eleições de 1945 para a Assembleia Nacional. Candidata em quarto lugar na lista do MPR, foi eleita para o parlamento, passando a fazer parte do primeiro grupo de mulheres na Assembleia Nacional. Depois de entrar no parlamento, ela ingressou na Comissão de Educação Nacional e Belas Artes, Juventude, Desportos e Lazer e apresentou um projeto de lei para realojar os inquilinos despejados.
Embora ela tenha perdido o seu assento nas eleições de junho de 1946, ela o recuperou nas eleições de novembro de 1946, após ser colocada em terceiro lugar na lista do MPR. Durante o seu segundo mandato, foi membro da Comissão Nacional de Educação e da Comissão de Imprensa. Enquanto membro da Assembleia Nacional, ela também serviu como vereadora local em Paris.
Ela não concorreu à reeleição em 1951, afirmando que preferia voltar a lecionar na universidade. Ela morreu em 1984.